# Рутц, Рейнгольд Иванович
Рейнгольд Иванович Рутц (14 июня 1936, с. Ней-Денгоф, Жирновский район, Волгоградская область — 25 марта 2025, Москва) — российский учёный в области генетики и селекции зерновых культур, член-корреспондент РАСХН (2003), член-корреспондент РАН (2014), доктор сельскохозяйственных наук.

## Биография
Родился 14 июня 1936 года в селе Ней-Денгоф АССР Немцев Поволжья (ныне село Новинка Жирновского района) Волгоградской области. Окончил Омский СХИ (1962).
- 1962—1964 — младший научный сотрудник Сибирского НИИ сельского хозяйства,
- 1964—1979 — аспирант (1964—1967), ассистент (1967—1970), доцент (1970—1979) кафедры селекции Омского СХИ.
- с 1979 г. — заведующий лабораторией экспериментального мутагенеза (с 1993 г. лаборатория селекции озимых культур), с 1999 г. — руководитель селекцентра, заместитель директора по селекционной работе, главный научный сотрудник Сибирского НИИ сельского хозяйства.

По совместительству с 1994 г. профессор кафедры селекции и генетики Омского аграрного университета.
Под его руководством и при непосредственном участии выведено 16 сортов яровой и озимой пшеницы, озимой ржи и тритикале, районированных в РФ и Казахстане.
Доктор с.-х. наук (1993), профессор (1997), член-корреспондент РАСХН (2003), член-корреспондент РАН (2014).
Изобретатель СССР. Награждён медалью «Ветеран труда», серебряной медалью ВДНХ.

## Работы
- Генетический анализ систематических признаков мягкой пшеницы (T. aestivum L.): метод. рекомендации / Сиб. НИИ сел. жоз-ва. — Новосибирск, 1984. — 63 с.
- Хлеб Прииртышья. — Омск: Кн. изд-во, 1999. — 399 с.
- История развития селекции и сорта сельскохозяйственных культур / Сиб. НИИ сел. хоз-ва. — Новосибирск, 2004. — 136 с.
- Научные основы и практические результаты селекции яровой мягкой пшеницы и озимых мятликовых культур в Западной Сибири: собр. науч. тр. / Сиб. НИИ сел. хоз-ва. — Новосибирск, 2005. — 623 с.
- Селекционный центр СибНИИСХ (ретроспектива, настоящее, будущее) / соавт.: В. А. Зыкин, И. А. Белан; ГНУ Сиб. НИИ сел. хоз-ва. — Новосибирск, 2008. — 174 с.
- Сорта сельскохозяйственных культур селекции ГНУ СибНИИСХ. — Омск, 2009. −105 с.
- Программа работ селекционного центра Сибирского научно-исследовательского института сельского хозяйства на период 2011—2030 гг. / соавт.: И. А. Белан и др. — Новосибирск, 2011. — 202 с.
- Сорта сельскохозяйственных культур селекции ГНУ СибНИИСХ / соавт.: М. Г. Евдокимов и др. — Омск: Вариант-Омск, 2013. — 143 с.
- Усовершенствованная агротехнология яровой мягкой пшеницы, адаптированная к лесостепному агроландшафту Западной Сибири (на примере Омской области): метод. пособие / соавт.: И. Ф. Храмцов и др.; ГНУ Сиб. НИИ сел. хоз-ва. — Омск: ЛИТЕРА, 2014. — 22 с.